# Kalakan
Kalakan (rusky Калакан) je řeka na severu Zabajkalského kraje v Rusku. Je dlouhá 314 km. Povodí řeky má rozlohu 10 600 km². Také se nazývá Kalagan (rusky Калаган).

## Průběh toku
Protéká podél jižního úpatí horského hřbetu Jankan. Ústí zprava do Vitimu (povodí Leny).

### Přítoky
Největší levý přítok je Tundak.

## Vodní režim
Zdrojem vody jsou především dešťové a sněhové srážky. Průměrný roční průtok vody u ústí činí 74,2 m³/s. Zamrzá v polovině říjnu a rozmrzá v polovině května.

## Využití
Řeka je splavná.